# جنیس آنتیست
جنیس آنتیست (انگلیسی: Janis Antiste؛ زادهٔ ۱۸ اوت ۲۰۰۲) بازیکن فوتبال اهل فرانسه است که برای باشگاه اسپتزیا بازی می‌کند.

وی همچنین در تیم‌های ملی فوتبال زیر ۱۷ سال فرانسه، زیر ۲۰ سال فرانسه و زیر ۲۱ سال فرانسه بازی کرده‌است.